# Walter Bartram
Pour les articles homonymes, voir Bartram.
 (septembre 2020).
Si vous disposez d'ouvrages ou d'articles de référence ou si vous connaissez des sites web de qualité traitant du thème abordé ici, merci de compléter l'article en donnant les références utiles à sa vérifiabilité et en les liant à la section « Notes et références ».
Walter Bartram (né le 21 avril 1893 à Neumünster ; mort le 29 septembre 1971 à Latendorf) est un homme politique allemand (CDU). Bartram est ministre-président de Schleswig-Holstein de 1950 à 1951.

## Biographie
Après avoir terminé ses études secondaires, Bartram étudie l'économie et le droit à Fribourg-en-Brisgau, où il rejoint le Corps Suevia Freiburg (de), et à Kiel et Wurtzbourg. Après avoir terminé ses études, il entre à l'usine pétrolière de Lübeck en 1919 en tant que signataire autorisé, mais s'installe à Hambourg en 1920 à la tête de l'usine pétrolière de Brême. De 1925 à 1926, il est directeur des usines pétrolières de Brême-Bresigheim à Brême et enfin de 1926 à 1933 directeur de l'Association des usines pétrolières de Mannheim. De 1936 à 1946, il est alors directeur des Usines pétrolières unies de F. Thörl à Hambourg-Harburg. À partir de 1947, il est propriétaire de l'usine de concentré Aspe à Timmaspe près de Nortorf.
Bartram a participé aux Jeux olympiques de 1936 à Berlin en tant que membre de l'équipe nationale de polo.

### Appartenance partisane et carrière politique nationale
Pendant la République de Weimar, il est membre du Parti populaire allemand (DVP) de 1920 à 1933, puis a rejoint le NSDAP en 1936. Après la Seconde Guerre mondiale, il adhère à l'Union chrétienne-démocrate d'Allemagne (CDU) en 1946. Il est président de la CDU de Neumünster. Le 4 mai 1952, il est élu au Bundestag, la chambre basse du parlement allemand, en remplacement de feu Carl Schröter (CDU). Il reste membre du Bundestag allemand jusqu'en 1957, représentant la circonscription de Segeberg-Neumünster.

### Carrière politique au Schleswig-Holstein
Les élections régionales de 1950 en Schleswig-Holstein se sont soldées par une lourde défaite pour le Parti social-démocrate, qui bénéficiait auparavant d'une majorité absolue au parlement. Cependant, le bloc électoral d'opposition composé de la CDU, du Parti libéral-démocrate (FDP) et du Parti allemand (DP) n'obtient pas non plus de majorité. Le vainqueur de l'élection est le Bloc des réfugiés (BHE), qui se présentait pour la première fois.
Néanmoins, les trois partis de droite tentent d'élire leur candidat Paul Pagel (CDU) au poste de Ministre-président par un vote de défiance constructif. Cette tentative a échoué en raison de l'opposition du BHE, laissant le cabinet Diekmann (SPD) temporairement en place. La renonciation de Pagel à sa fonction de ministre président a constitué la base d'un accord de coalition entre les trois partis de droite et le BHE. Toutefois, les dirigeants de la CDU ne sont pas considérés comme éligibles par le BHE. La CDU décide donc le 25 août 1950 de nommer Walter Bartram, qui n'a jamais fait de politique auparavant au niveau régional. Le BHE donne son accord pour cette élection. Le 5 septembre 1950, Walter Bartram est donc élu ministre-président de l'État du Schleswig-Holstein, en coalition avec le BHE, le FDP et le DP. Tous les membres du cabinet Bartram, à l'exception du ministre de l'Intérieur Paul Pagel, avaient appartenu à des organisations nazies pendant le Troisième Reich.
Au sein de la CDU, une lutte de pouvoir éclate entre Carl Schröter et Walter Bartram. Après moins d'un an, la CDU retire sa confiance à Walter Bartram. En conséquence, il doit démissionner du poste de Ministre-président le 25 juin 1951. Cet événement est précédé par des critiques du BHE, qui se basaient sur la situation financière du Land. Le budget pour 1951 prévoyait des dépenses de 572 millions de DM et des recettes de 368 millions de DM. La tentative de Bertram pour obtenir une aide fédérale a échoué. Dans ces circonstances, le BHE a refusé d'accepter le budget.
Après la démission de Bartram, Friedrich-Wilhelm Lübke (CDU) est élu Premier ministre au troisième tour de scrutin contre l'avis du BHE, mais il parvient à réactiver la coalition.